# Kafr Qaddum

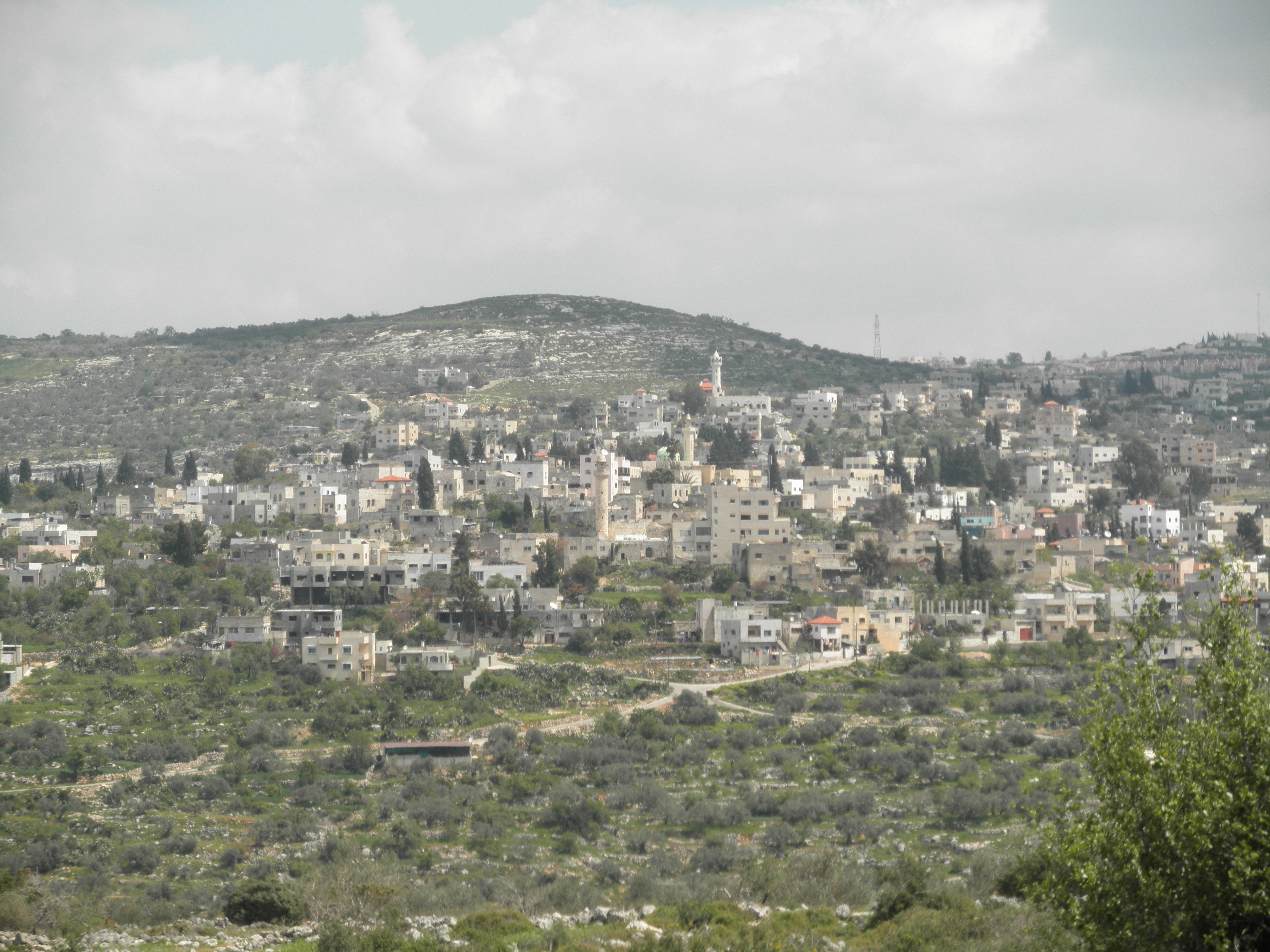
Kafr Qaddum (2012)

Kafr Qaddum (arabisch كفر قدّوم) ist eine Siedlung im Gouvernement Qalqilya der Palästinensischen Autonomiebehörde im Nordwesten des Westjordanlandes. Der Ort liegt etwa 13 Kilometer westlich von Nablus und hat (Stand 2017) 3280 Einwohner.

## Geschichte

### Archäologie

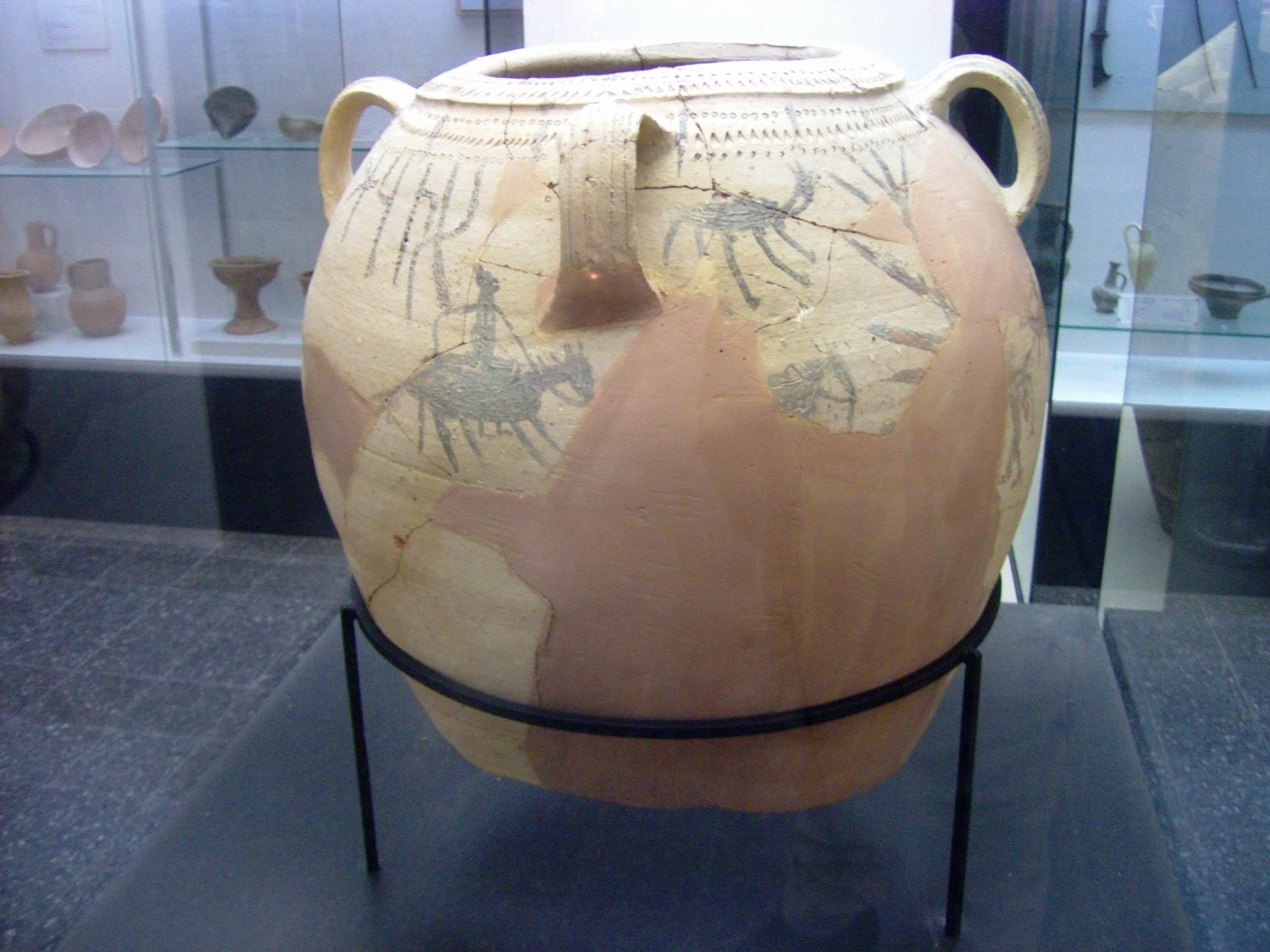
Bemalter Krug mit aramäischer Inschrift unklarer Bedeutung (links oben) aus der Grabung von Stern/Magen (Kedem Museum für Archäologie, Kedumim)

Auf dem Gelände von Kafr Qaddum wurde bei Notgrabungen vor Errichtung moderner Wohngebäude für die israelische Siedlung Kadum auf einem Hügel, der die überregionale Straße von Nablus nach Qalqilja überblickt, Gebäude aus mehreren Siedlungsphasen festgestellt:
- eine mittelalterliche Festung auf der Hügelkuppe,
- am Hang Strukturen und mehrere Gräber aus byzantinischer Zeit und
- am Osthang eine glockenförmige, aus dem Fels gehauene Zisterne mit einem Durchmesser von maximal 4,80 Metern. In dieser Zisterne fanden Ephraim Stern und Yitzhak Magen 1984 ein großes Ensemble von Keramik der Perserzeit (5./4. Jahrhundert v. Chr.), Alltagsware aus einer samaritanischen Siedlung. Aus einem 1972 durchgeführten Survey waren bereits perserzeitliche Keramikfunde aus den Nachbarorten Ḥajje, Khirbet ʿUskūr, Rās el-Burj, Khirbet Karm el-Kharāb, Khirbet Qarqaf, Qūṣīn, Khirbet Kafr Farāt und Khirbet Ṣīr bekannt, untermengt mit Scherben der Eisenzeit II, was für eine samaritanische Siedlungskontinuität in der Gegend von Kafr Qaddum spricht.[2]

In römischer und byzantinischer Zeit bestand auf dem Gelände von Kafr Qaddum eine samaritanische Siedlung mit in den Fels gehauenen Ölpressen.

### 19. und 20. Jahrhundert
Im Survey of Western Palestine (1882) wurde der Ort als Kefr Kaddûm bezeichnet und beschrieben als „ein gut gebautes Dorf, das niedrig liegt, mit Brunnen und Olivenbäumen; es hat einen Wachtturm an der Seite des Kalksteinhügels, der sich an seiner Westseite erhebt und wird durch Quellen bewässert; die Häuser sind aus Stein.“
In der britischen Mandatszeit gehörte Kafr Qaddum (Kufr Qaddum) zum Subdistrikt Nablus im Distrikt Samaria. Nach dem Zensus vom Oktober 1922 lebten hier 874 muslimische Einwohner. Die Einwohnerzahl wird für 1945 mit 1240 Arabern angegeben. Zum Dorf Kafr Qaddum gehörten demnach insgesamt 18.931 Dunam, davon 70 Dunam bebaute Fläche, 2945 Dunam bewässerte landwirtschaftlich genutzte Fläche, 7184 Dunam für den Getreideanbau genutzte und steuerpflichtige Fläche, 8732 Dunam unkultivierbare Fläche.
Nach dem Palästinakrieg und dem Waffenstillstandsabkommen von 1949 kam das Dorf Kafr Qaddum unter jordanische Verwaltung. Seit dem Sechstagekrieg 1967 steht es unter israelischer Besatzung. Am 9. Mai 1976 gestattete ein Ministerialerlass Mitgliedern der Gusch-Emunim-Bewegung, auf dem Gelände des Armeepostens Kadum in Nachbarschaft des Palästinenserdorfes Kafr Qaddum zu siedeln. Diese Siedlung legalisierte Premierminister Menachem Begin am 26. Juli 1977; sie ist die Keimzelle der heute auf mehrere Hügelkuppen verteilten Siedlung Kedumim.

## Aktuelle Situation
Zum Bau der israelischen Siedlungen wurden 4000 Dunam des Landes von Kafr Qaddum enteignet. Weitere 11.000 Dunam wurden gesperrt und können (Stand 2013) von den Einwohnern von Kafr Qaddum nur mit Sondergenehmigung des israelischen Militärs betreten werden. Die Olivenernte ist daher erschwert. Sie muss mit dem Militär koordiniert werden, was zu Konflikten führt. Aus Sicht der Dorfbewohner wurde die Genehmigung zum Betreten ihrer Olivenhaine beispielsweise 2007 verspätet erteilt, als die Oliven bereits Schaden genommen hatten. Als die Ernte schließlich beginnen konnte, stellten die Bauern fest, dass die Bäume von unbekannten Dieben bereits abgeerntet worden waren.
Ido Zoldan, ein Einwohner der Westbank-Siedlung Schavei Schomron, wurde im November 2007 in seinem Auto von Heckenschützen ermordet. Die Al-Aqsa-Märtyrerbrigaden übernahmen die Verantwortung für diesen Anschlag. Das israelische Militär durchkämmte die Gegend und verhaftete zwei 22-Jährige aus Kafr Qaddum, Abdullah und Jafar Braham. Ein drittes Mitglied der Terrorzelle, Fadi Jama'a, wurde von palästinensischen Sicherheitskräfte gefasst. Die drei Täter, alle palästinensische Polizisten, waren geständig. Jafar Braham, der die Tat geplant und die Schüsse abgefeuert hatte, wurde vom Militärgericht von Samaria Anfang Januar 2008 zu lebenslänglicher Haft verurteilt.

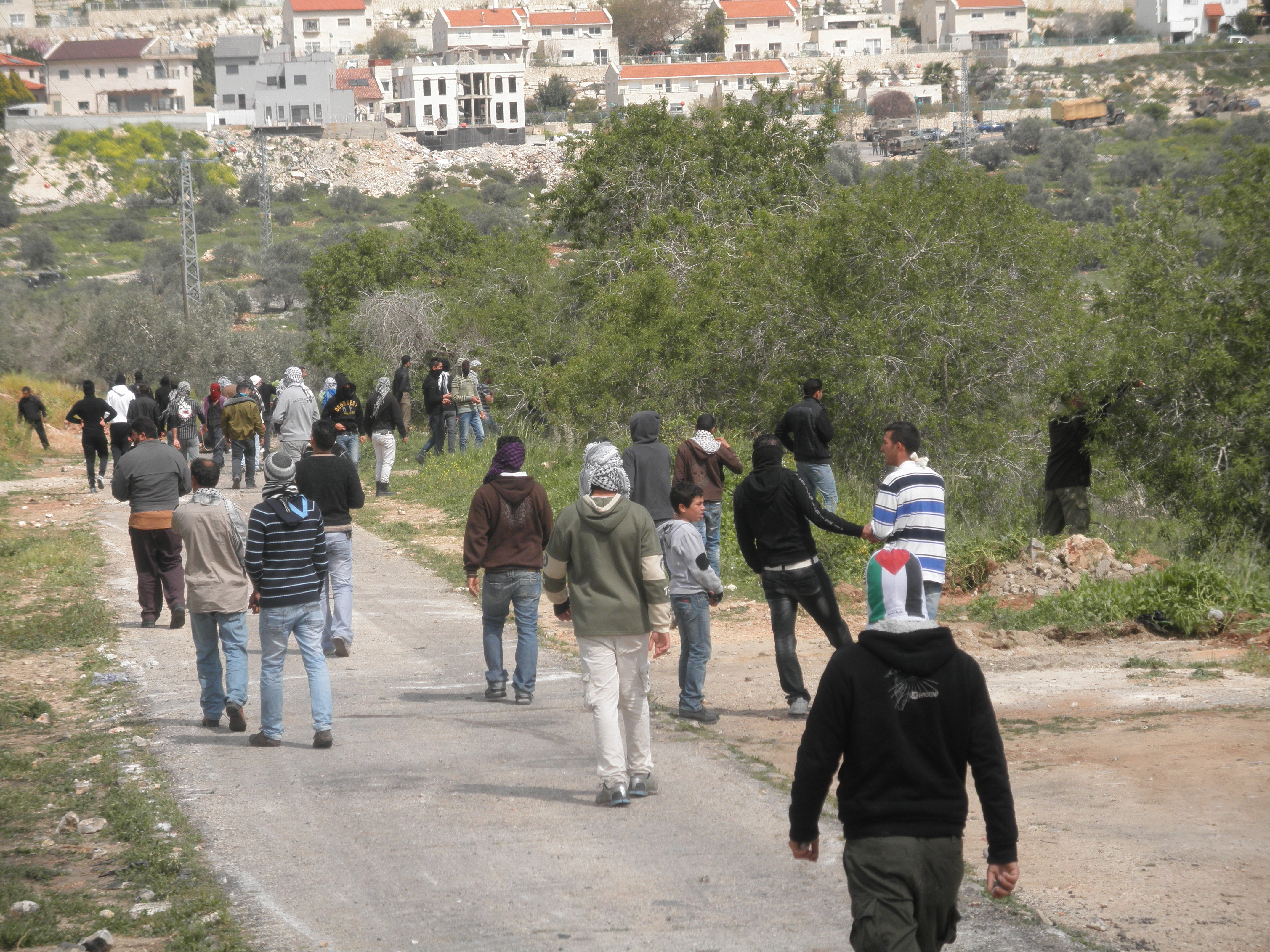
Demonstration gegen die Blockade der Straße nach Dschit (2012)

Zusammen mit den Dörfern Bilʾin, Niʾlin und Budrus ist Kafr Qaddum ein Zentrum kontinuierlichen Widerstands der ländlichen palästinensischen Bevölkerung gegen die israelische Besatzungspolitik, das internationale Beachtung fand. Kafr Qaddum ist nämlich durch die noch aus osmanischer Zeit stammende Straße 5505 mit dem Nachbardorf Dschit verbunden. Diese Straße wurde im Jahr 2000 in der Zweiten Intifada vom israelischen Militär aus Sicherheitsgründen gesperrt und blieb auch nach 2005 gesperrt, als sich die Sicherheitslage besserte, da die Straße mittlerweile zwischen zwei Siedlungen der Kedumim-Gruppe verlief. Dies zwingt die Einwohner der eigentlich 1,5 Kilometer entfernten Nachbarorte Dschit und Kafr Qaddum zu Umwegen von 15 Kilometern. Die Einwohner von Kafr Qaddum fordern beharrlich die Öffnung dieser Straße. Für Kafr Qaddum ist die Sperrung nämlich gravierender als für Dschit, weil sich dadurch auch die Fahrt nach Nablus entsprechend verlängert, mit allen wirtschaftlichen Folgen. Im Juli 2011 entschied der Dorfrat, allwöchentlich Demonstrationen für die Öffnung der Straße abzuhalten. Im August 2020 berichtete Haaretz darüber, dass Mitglieder einer Nachal-Aufklärungseinheit mehrere Blendgranaten nahe der Dorfstraße (und damit auch an der Route der allwöchentlichen Demonstrationen) versteckt hatten, was nach Auskunft des israelischen Militärs der Abschreckung dienen sollte.